# Luca Beccari
Luca Beccari (Città di San Marino, 29 ottobre 1974) è un politico sammarinese.

## Biografia
Si è diplomato in ragioneria e si è laureato in economia all'Università di Urbino.
Nel 1993 si è iscritto alla sezione di Città del Partito Democratico Cristiano Sammarinese e ha iniziato la carriera lavorativa con funzioni amministrative nel settore privato. 
Dopo alcuni anni nel settore privato come impiegato amministrativo, nel 1997 inizia la carriera lavorativa presso la Banca Centrale della Repubblica di San Marino (già Istituto di Credito Sammarinese), ricoprendo nel corso degli anni diverse posizioni e diversi ruoli fra i quali Responsabile del Dipartimento Tesoreria, Responsabile del Dipartimento Esattoria, Responsabile del Servizio Compliance, Responsabile del Servizio Relazioni Internazionali, Responsabile del Servizio Organizzazione, Risorse Umane e Servizi Generali e Responsabile Antiriciclaggio.
Nell’anno 2006 e successivamente dal 2008 al 2012 ricopre la carica di Coordinatore del Dipartimento Finanze e Bilancio.
Nell’ambito della sua attività ha contribuito in prima persona alla stesura di diverse normative fra le quali la Riforma dell’Imposta Generale sui Redditi, l’istituzione del Servizio di Esattoria Unica e le principali normative di recepimento degli standard in materia di cooperazione fiscale internazionale.
Nel corso degli anni ha rappresentato San Marino facendo parte di diverse delegazioni nei rapporti con FMI, OCSE, Moneyval e UE. In particolare è stato parte del team di negoziazione con l’UE della convenzione Monetaria SM-UE e di numerosi accordi in materia fiscale (DTA e TIEA).
Nel dicembre del 2012 è stato eletto nel Consiglio Grande e Generale e il 1º aprile 2014 è diventato Capitano Reggente assieme a Valeria Ciavatta per il semestre fino al 1º ottobre.
Dal 2010 fa parte del Consiglio Centrale e della Direzione del Partito Democratico Cristiano Sammarinese.
È stato vice Segretario del PDCS dal 2014 al 2017 ed è Presidente del Consiglio Centrale dal 2017.
A seguito dei risultati delle elezioni politiche dell'8 dicembre 2019, il Consiglio Grande e Generale (Parlamento sammarinese) ha nominato Luca Beccari quale Segretario di Stato per gli Affari Esteri, la Cooperazione Economica Internazionale e le Telecomunicazioni per la XXX Legislatura di Governo. Ha prestato giuramento nelle mani degli Ecc.mi Capitani Reggenti l'8 gennaio 2020, assumendo così la pienezza dei propri poteri.

## Curiosità
A causa della nonna materna genovese è un tifoso della Sampdoria.